# Kostel svatého Augustina (Vrchlabí)
Kostel svatého Augustina ve Vrchlabí je klášterní chrám někdejšího konventu obutých augustiniánů ve Vrchlabí, okrese Trutnov v Královéhradeckém kraji. Kostel je v současné době v majetku města a není veřejně přístupný. V kostele se nachází též rodová hrobka hraběcího rodu Morzinů, kde je pochován i hlavní mecenáš stavby Václav z Morzinu.

## Historie

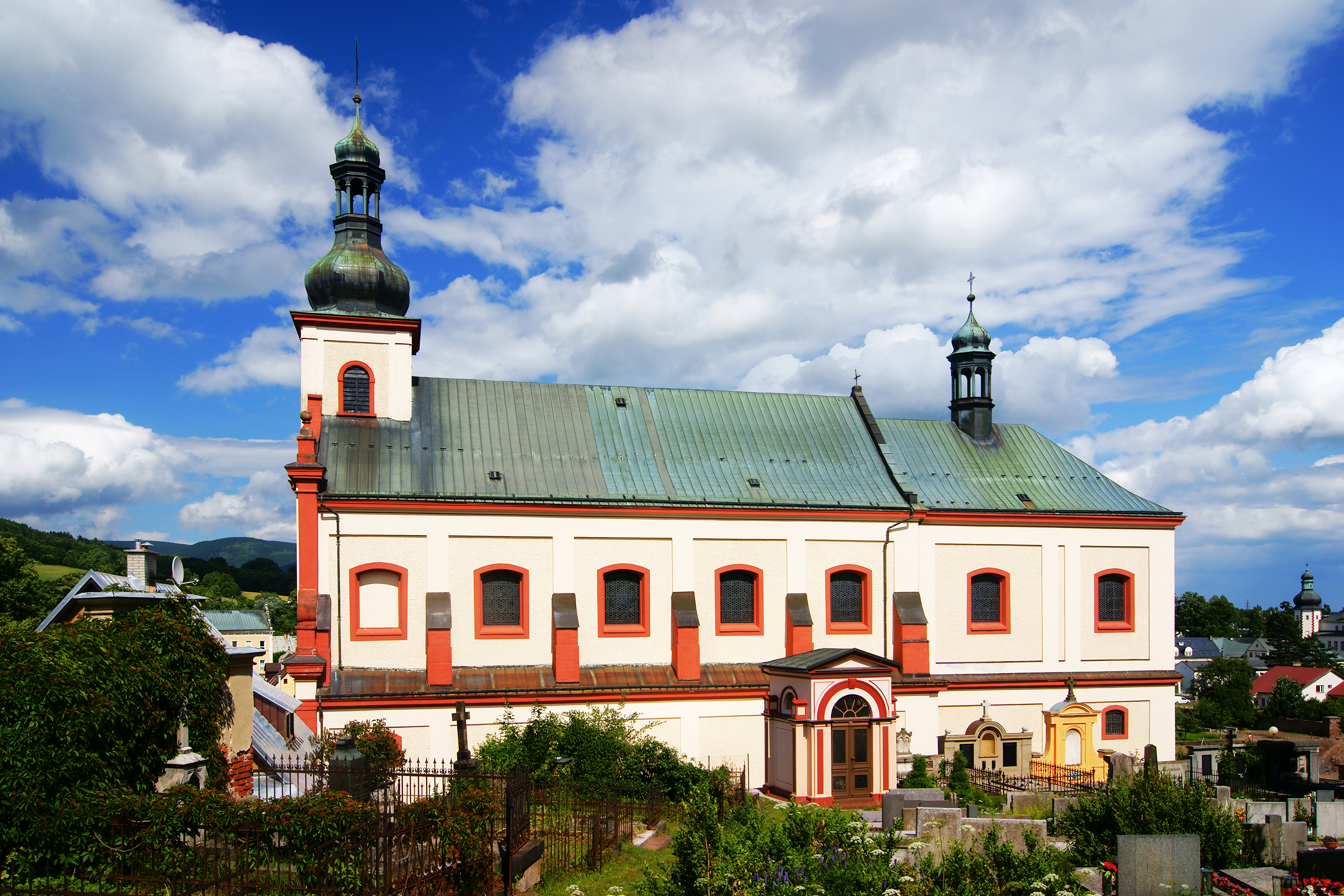
Kostel sv. Augustina od městského hřbitova

Kostel je postaven v jednotném barokním stylu současně s přilehlým klášterem augustiniánů ve Vrchlabí. Výstavba kláštera s kostelem byla zahájena roku 1705 z iniciativy hraběte Maxmiliána Františka z Morzinu (1673–1706), dokončena však byla až v roce 1725 za Václava z Morzinu. Stavební projekt byl svěřen dvornímu morzinskému architektovi a staviteli Matyáši Auerovi z Rakouska.

## Popis

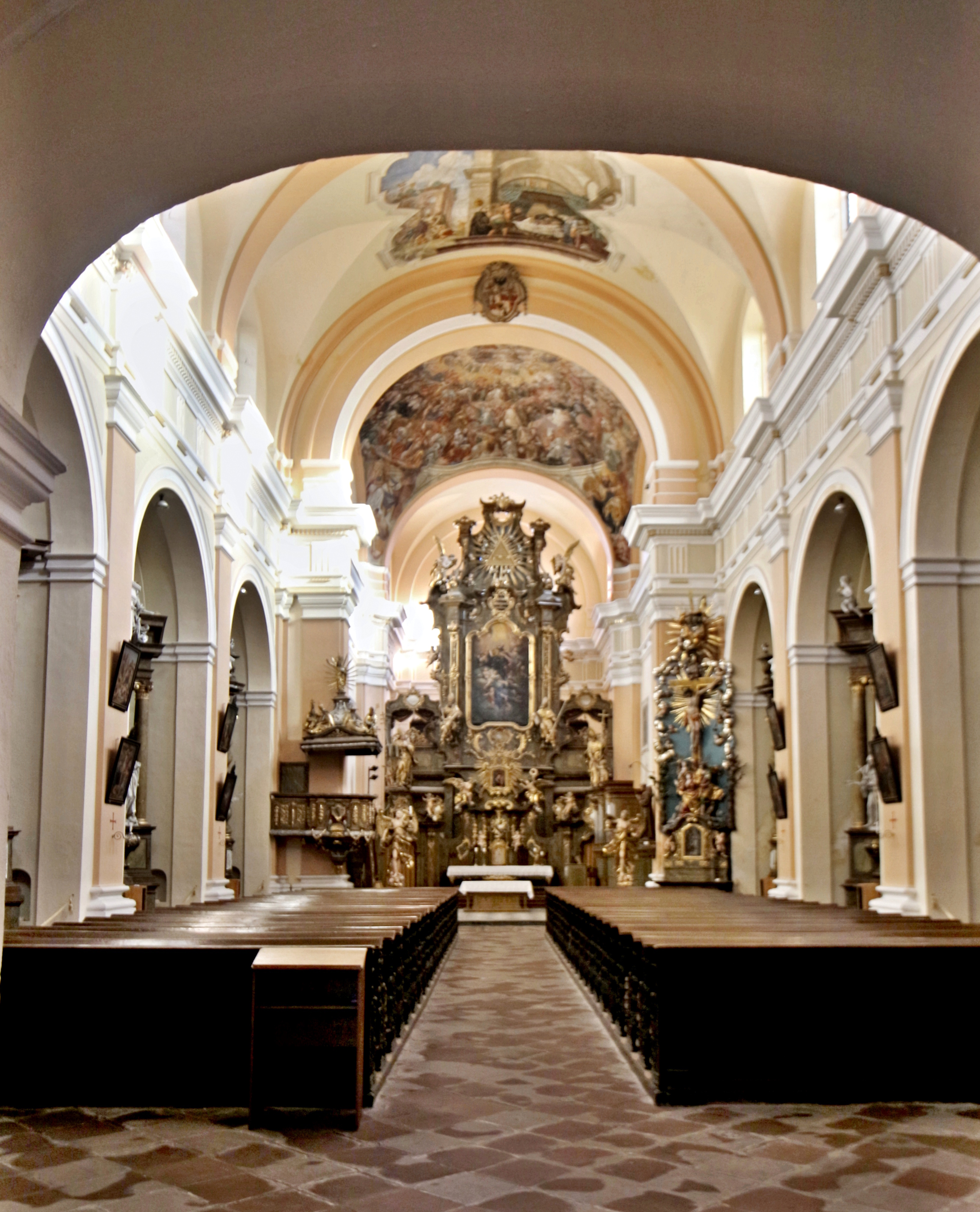
Interiér kostela

Kostel byl postaven v barokním stylu, hlavní oltář je však spíše rokokový. Vnitřní zařízení kostela spolu s architekturou a prostorovým členěním chrámové lodi vytváří mimořádně harmonický, stylově jednotný a emotivně působící celek. Kostel vysvětil královéhradecký biskup Mauricius Adolf Karel z Pharsalu teprve 27. září roku 1733.
Kostel je koncipován jako trojlodní bazilika s hranolovou věží v západním průčelí. Stavba konventního kostela započala výrazně později než samotného konventu – až v roce 1712, dokončen a vysvěcen až roku 1725, kdy také Ignaz a Gottfried Tauchmannové dokončili nástropní fresky s výjevy z legendy o sv. Augustinovi (v lodi) a Apoteózu církve (v presbytáři). Hlavní oltář s obrazem pražského malíře Františka Dallingera byl vztyčen roku 1760, sochy vytvořili laičtí bratři Kilián Wagner, Isaiáš Housar a Makarius Drechsler.
Roku 1895 postihl kostel nový požár, opět při klempířských opravách v rámci generální rekonstrukce celého areálu pro potřeby muzea. Tehdy zahořela západní část střechy včetně zastřešení věže, následující řadu let pak byl kostel obestavěn lešením a úplného dokončení oprav včetně omítek a nátěrů se dočkal až roku 1989. Disponuje totiž dvojími varhanami: po požáru kostela v roce 1895 byly roku 1898 na kůru vztyčeny varhany Opus 666 od krnovské firmy bratří Riegerů, zrekonstruované dvoumanuálové varhany Amanda Hanische z roku 1872 byly v presbytáři postaveny roku 2008. Varhaníkem je Radek Hanuš.
Od roku 1991 je kostel majetkem města Vrchlabí, bohoslužby se zde konají velmi zřídka a kostel je využíván především jako obřadní a koncertní síň. Interiér kostela je přístupný jen při zvláštních příležitostech, jako jsou svatby či koncerty, např. festival klasické hudby Vrchlabské hudební léto.